# Marimekko
Marimekko Oyj és una empresa finlandesa de roba i objectes per a la llar fundada per Viljo i Armi Ratia a Hèlsinki l'any 1951. Marimekko va fer importants contribucions a la moda als anys 1960. Destaca especialment pels seus teixits estampats de colors vius i estils senzills, utilitzats tant en vestits femenins com en mobiliari de la llar.
El dissenyador gràfic Helge Mether-Borgström va utilitzar versions modificades de les lletres clàssiques de la màquina d'escriure Olivetti per a crear el logotip.

## Història
Marimekko es va estendre als Estats Units d'Amèrica a la dècada del 1960. Els seus dissenys es van fer famosos quan la futura primera dama, Jacqueline Kennedy, va comprar vuit vestits Marimekko que va portar durant la campanya presidencial dels Estats Units de 1960.
A la dècada del 1990, Marimekko va aconseguir publicitar-se a la sèrie de televisió Sex and the City quan el personatge principal, Carrie Bradshaw, va portar un biquini i un vestit Marimekko durant la segona temporada. En la cinquena temporada la sèrie va introduir estovalles amb estampats Marimekko.
Els productes Marimekko es fabriquen a la Xina, l'Índia, Tailàndia, Portugal, Lituània i altres països. Els teixits s'imprimeixen a la fàbrica tèxtil de Hèlsinki, però no es fabriquen a Finlàndia. Els teixits atrevits i el disseny senzill i brillant de Marimekko van influir en el gust de finals del segle xx.